# هراگ وارطانیان
هراگ وارطانیان (ارمنی: Հրակ Վարդանեան؛ انگلیسی: Hrag Vartanian؛ زادهٔ ۱۹۷۳/۱۹۷۴) نویسنده، منتقد هنری و نمایشگاه‌گردان ارمنی‌تبار اهل ایالات متحده آمریکا است که ویراستار ارشد و یکی از بنیانگذران مجله هنری اینترنتی هایپرالرجیک می‌باشد.

## زندگی‌نامه
وی در ۱۹۷۳/۱۹۷۴ در حلب سوریه به دنیا آمد، در تورنتو انتاریو بزرگ شد و در بروکلین نیویورک زندگی می‌کند. هراگ وارطانیان و ویگن گئویکیان وبلاگ-مجله هایپرالرجیک را در سال ۲۰۰۹ بنیانگذاری نمودند.